# عزبة بدر
هي إحدى العزب التابعة لمركز بسيون التابع لمحافظة الغربية في جمهورية مصر العربية.